# شيلا وايت (بائعة هوى)
شيلا وايت (بالإنجليزية: Sheila White)‏ هي بائعة هوى ‏ أمريكية، ولدت في 1988.